# Смородская, Ольга Юрьевна
О́льга Ю́рьевна Сморо́дская (урождённая Антипова; 7 ноября 1956, Гомель) — спортивный менеджер. Начальник ЦСКА (2002—2006). Президент футбольного клуба «Локомотив» (Москва) (июль 2010 — август 2016).

## Карьера
Ольга Смородская родилась в семье лётчика дальней авиации Юрия Яковлевича Антипова и учителя Раисы Васильевны. Первые 5 лет жизни провела в посёлке Зябровка Гомельского района. Затем с семьёй переехала в Москву. Занималась лыжами у олимпийской чемпионки Любови Барановой; в 12 лет стала чемпионкой Москвы, однако большего не добилась. Училась в музыкальной школе имени Вано Мурадели, где Ольге преподавал Мстислав Ростропович. Затем пошла в комсомол, стала секретарём комитета этой организации. Окончила школу с золотой медалью.
Закончила с красным дипломом Плехановский университет по специальности «Экономическая кибернетика», получив квалификацию «экономиста-математика». Работала в НИИПиН при Госплане СССР.
В 1991 году участвовала в августовских событиях на стороне Бориса Ельцина. Позже занималась первыми парламентскими выборами.
С 1993 по 1996 год — заместитель главы Департамента строительства и руководитель Департамента международных связей правительства Москвы, куда попала по приглашению Владимира Ресина.
С 1997 по 2000 год — заместитель генерального директора ЗАО «Интеррос» и вице-президент ОНЭКСИМ-банка.
С 2000 по 2002 год работала во Внешторгбанке, занимала пост вице-президента.
В 2002 году Смородская начала работу в качестве заместителя по экономическим вопросам Николая Семёновича Нино, начальника федерального государственного учреждения министерства обороны Российской Федерации ЦСКА. Тогда же ей было присвоено воинское звание подполковника. После кончины Нино в октябре 2002 года была назначена на его место, курировала работу по 30 видам спорта. Ольга уговорила своего супруга помогать ей на новом месте, из-за чего он оставил свою прошлую работу. Во время её работы было сменено покрытие в легкоатлетическом комплексе, реконструирован Дворец спортивных единоборств и спортивный интернат клуба. Проработала там до 2006 года, после чего возглавила благотворительный фонд спортивных программ «Новое поколение».
С июля 2008 по июль 2010 года работала заместителем председателя правления «Росбанка».

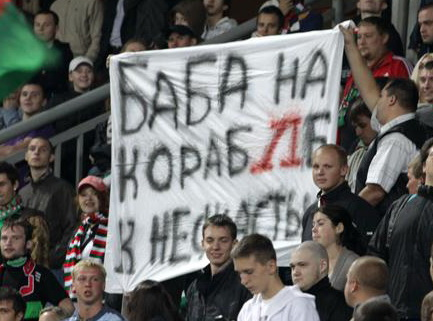
«Баба на корабле к несчастью» — баннер болельщиков московского «Локомотива» о Смородской

29 июля 2010 года Смородская стала президентом футбольного клуба «Локомотив» Москва, куда её пригласил Владимир Якунин, президент РЖД. Она работу начала с кадровых «чисток», несмотря на уверение, что никто уволен не будет, в частности были уволены спортивный директор Виктор Тищенко, вице-президенты клуба — Мележиков и Киричек; в клуб были приглашены Юрий Белоус, бывший президент футбольного клуба «Москва», Алексей Смертин, экс-игрок «Локомотива», оба они стали советниками президента, Лейла Покровская, занявшая должность вице-президента по экономике, а также Максим Мотин, возглавивший детско-юношескую школу «Локомотива». Кроме этого, Ольга отказалась от схемы премирования игроков, по которой каждый выигрыш подряд оплачивался на 50 тыс. рублей больше. У Ольги Юрьевны сразу не сложились отношения с главным тренером команды Юрием Сёминым; дошло до того, что президент и тренер перестали общаться, разрешая вопросы лишь по электронной почте. По окончании сезона 2010 Смородская уволила Юрия Сёмина с поста главного тренера, сказав, что «он не добился той игры и того результата, которых от него ждали»; болельщики «железнодорожников» не поддержали решение Ольги и выступили против Смородской. Голкипер клуба Александр Криворучко сказал по поводу конфликта:

Вы знаете, просто накипело. Причём, не только у меня, а у всех, кто действительно железнодорожники. Может, некоторые из новых игроков это и не осознают, но ребята, которые в команде давно, не могут смириться с происходящим. Раньше всё строилось на доверии, тёплом отношении друг к другу, а теперь на выяснении отношений и соблюдении установленных норм. Смородская ведёт себя как лидер. Но Сёмин не тот человек, который позволит собой манипулировать. Он отстаивал свою позицию. К примеру, был против того, чтобы она присутствовала на каждой нашей тренировке. К чему это? Смородская на поле всё равно не выйдет! И тренировать нас не будет. К примеру, в Лозанне перед матчем Смородская объясняла футболистам тактику: «В атаке надо играть пошире, а в защите поуже». Реакция Сёмина была соответствующей. На этой почве и возникали конфликты.

6 июня 2011 года Смородская уволила главного тренера команды Юрия Красножана, которого сама и пригласила на пост главного тренера, по мнению ряда СМИ, за умышленные просчёты в подготовке ко встрече с «Анжи», в которой «Локомотив» проиграл 1:2. Сама Ольга сказала, что причины отставки останутся внутри клуба.

Я знаю Смородскую. Это вспыльчивый, жёсткий человек, но она не будет рубить сплеча, не просчитав последствий и не имея на то веских оснований. Ольга Юрьевна внимательно относится к людям. Знаю, что многие пеняют на «женскую сущность» Смородской, но, во-первых, женщина не порок. Во-вторых, Ольга Юрьевна — профессиональный руководитель. Она не способна принимать непродуманное решение «на эмоциях», потому что отвечает за клуб, за результат.
— Вячеслав Колосков
В 2013 году Смородская, которая открыто критиковалась болельщиками «Локомотива», приняла решение не продавать билеты на фанатскую трибуну на двух последних матчах сезона. В мае того же года совет директоров «Локомотива» рассматривал вопрос о увольнении Ольги Юрьевны со своего поста, но принял решение оставить её руководить футбольным клубом. В августе 2016 года Смородская покинула пост президента клуба, вместе с ней «Локомотив» покинуло ещё 15 сотрудников, включая её зятя, Кирилла Котова.
В 2020 году Смородская заявила про своего преемника Илью Геркуса: «Чемпионство с „Локомотивом“? Он пришёл на отлаженную до последнего пунктика машину! Слушайте, я даже не хочу говорить про чемпионство. Это никак не его заслуга. Сработал мой „багаж“? Абсолютно верно! Я так и считаю. Костяк команды, была налажена работа академии…».
По состоянию на 2023 г. занималась бизнес-консультированием.

## Личная жизнь
Смородская замужем, третьим браком. Супруг Юрий во время СССР руководил крупнейшим внешнеторговым объединением, которое единственное в стране имело лицензию на продажу никеля, золота, палладия. Затем работал в Московской нефтяной компании, являлся начальником плавательного бассейна ЦСКА. Сейчас занимается нефтяным бизнесом.
Смородская имеет двух дочерей, Анну и Людмилу. Людмила, которую Смородская устроила директором коммерческого департамента «Локомотива», с заработной платой в 20 тыс. евро и личным автомобилем, замужем за Кириллом Котовым (род. 1983), начальником управления селекции «Локомотива». Позже Котов стал спортивным директором клуба. Кирилл после матча «Локомотива» и ЦСКА обратился к главному арбитру встречи с нецензурной бранью, а также угрожал ему расправой; за это он был дисквалифицирован на 4 игры и оштрафован на 100 тыс. рублей. Сама Смородская опровергла сведения о заработной плате дочери, сказав, что она «соответствует заработной плате менеджеров её уровня», а быстрый карьерный рост Кирилла после романа с Людмилой назвала совпадением. После увольнения Смородской, Котов по собственному желанию покинул клуб. Позже спортивный менеджер Юрий Белоус высказался о Котове:
«Кирилл Котов приходил в клуб, когда уходил я. Он был человеком без опыта и знаний, чтобы в дальнейшем стать спортивным директором. Видимо, по родственным принципам».